# جون أنتوني كايزر
جون أنتوني كايزر (بالإنجليزية: John Anthony Kaiser)‏ هو كاهن كاثوليكي أمريكي، ولد في 29 نوفمبر 1932 في بيرهام في الولايات المتحدة، وتوفي في 23 أغسطس 2000.